# Mladá Boleslav-Debř (nádraží)
Mladá Boleslav-Debř je železniční stanice ve statutárním okresním městě Mladá Boleslav ve Středočeském kraji nacházející se v městské části Debř, vzdálené od centra města si 3,5 km. Leží na neelektrizované trati Praha – Turnov v nadmořské výšce 215 metrů nad mořem. Od roku 2020 je zavedena do systému PID.

## Historie

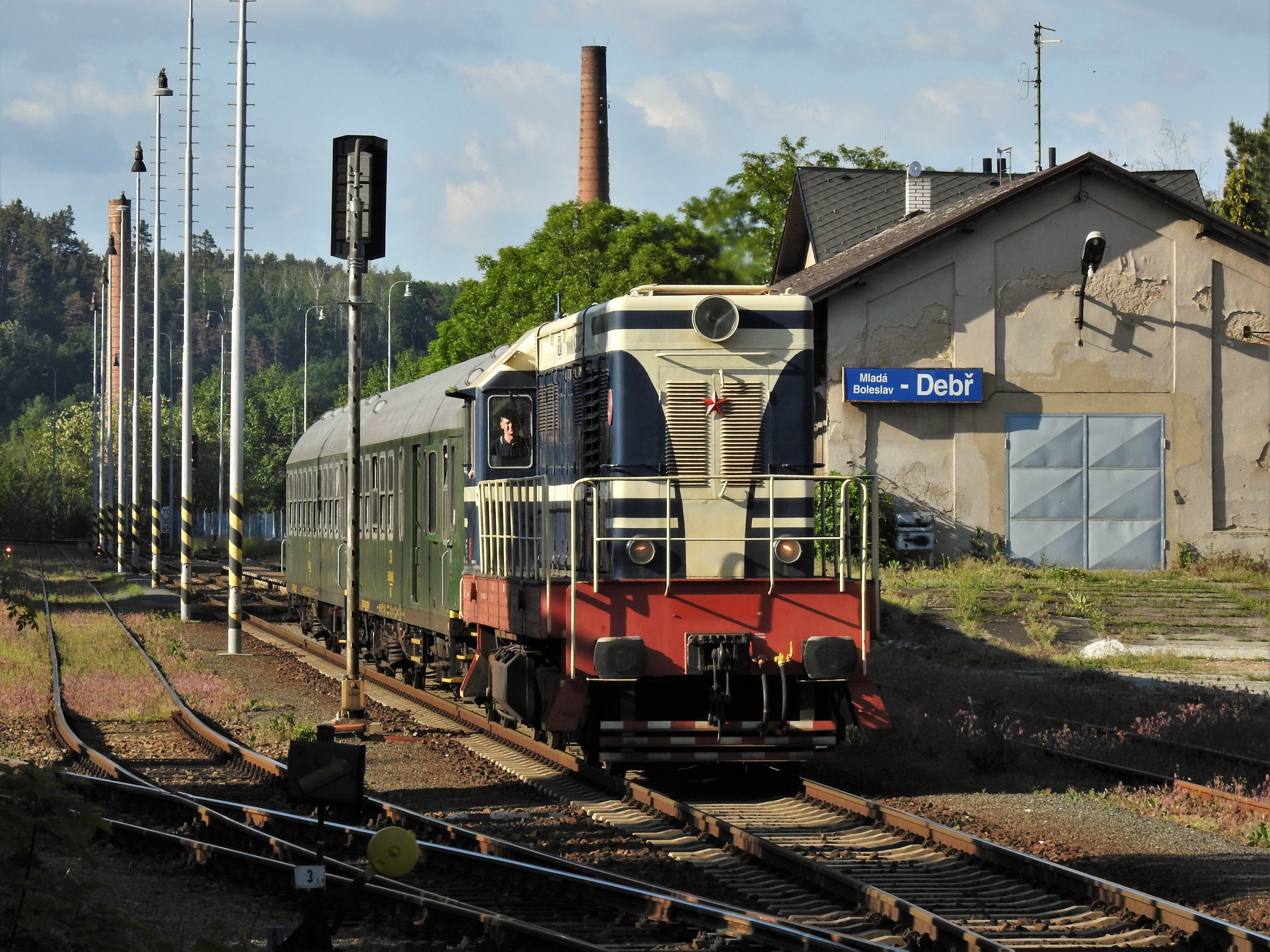
Lokomotiva „Hektor“ v čele historického bezdězského rychlíku

Nádraží bylo slavnostně uvedeno do provozu dne 15. října 1865. Provoz na Turnovsko-kralupsko-pražské dráze zahájil slavnostní vlak s vysokými představiteli stejnojmenné společnosti. Stanice se v ten den negativně proslavila. Občané všech obcí, kterými trať procházela, vítali vlak českými nápisy, ale v nádraží tehdy ještě nazývané Josefův důl, obyvatelé přivítali vlak nápisy německými. Důvodem byla místní textilka, kterou vlastnil Němec Leitenbergerové. Osobní dopravu tehdy zajišťovaly dva páry osobních vlaků, nákladní doprava byla o trochu bohatší. Postupem času a hlavně díky přímému propojení Prahy a Neratovic (nemuselo se jezdit oklikou přes Kralupy) výrazně narostl počet spojů osobní i nákladní dopravy.[zdroj?]
Na konci roku 2008 bylo ve stanici aktivováno elektronické stavědlo typu ESA 11, které nahradilo předchozí elektromechanické zabezpečovací zařízení.

## Stavby ve stanici

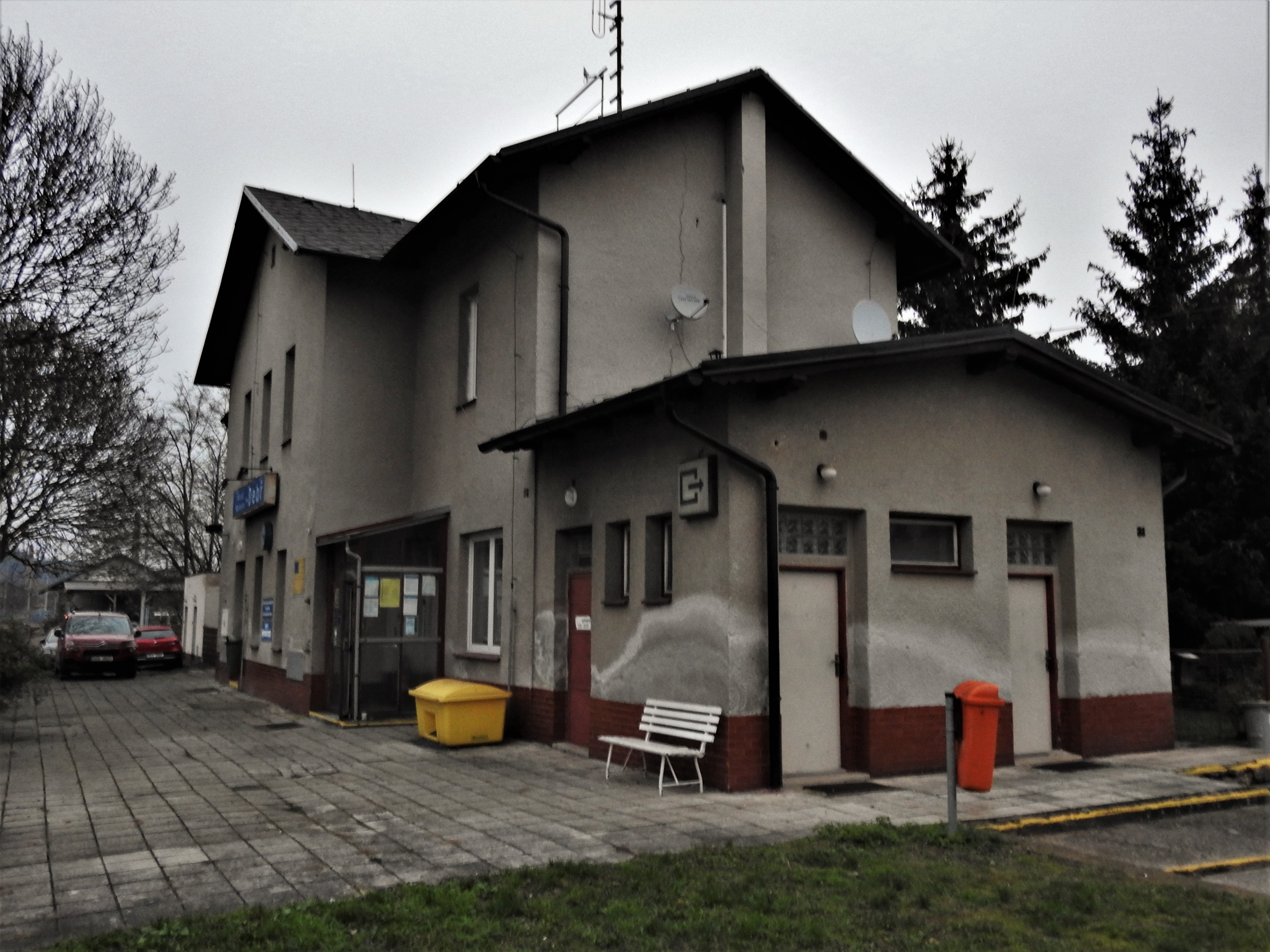
Pohled na jižní stranu nádražní budovy

### Staniční budova
Dvoupatrová staniční budova je největší stavbou v tomto nádraží. V budově k dispozici čekárna pro cestující, která je v provozu každý den od brzkých ranních hodin do osmi hodin večer. V budově stále[kdy?] ještě pracuje výpravčí, který dohlíží na chod provozu. Ve stanici se nachází JOP (viz níže). Část budovy je v soukromém vlastnictví.[zdroj?]

### Ostatní stavby
Na bakovském zhlaví stanice stále stojí stavědlo, ve kterém sídlil výhybkář. Ten už ve stanici ale několik let nepůsobí, takže tato stavba nemá využití a chátrá. Stavědlo se nacházelo i na mladoboleslavském zhlaví, to dnes již neexistuje, bylo zbouráno. Ve stanici se také nachází 2 skladiště, obě stále stojí a jsou v soukromém vlastnictví. Na bakovském zhlaví stanice stojí také depo Správy železnic.[zdroj?]

## Kolejiště, zabezpečovací zařízení
Ve stanici jsou tři dopravní koleje a dále několik manipulačních kolejí. U všech kolejí jsou vybudována úrovňová jednostranná nástupiště. Stanice je zabezpečena elektronickým stavědlem ESA 11. Na této straně stanice je také umístěn železniční přejezd přes silnici 0386, který je zabezpečen závorami a světelnou signalizací.[zdroj?]

## Provoz

### Osobní doprava
Ve stanici pravidelně zastavují pouze osobní a spěšné vlaky linky S30 v relaci Mladá Boleslav město – Turnov a zpět, v pracovní dny jeden pár osobních vlaků v relaci Mladá Boleslav město – Dolní Bousov a zpět a v pracovní dny ještě 3 spěšné vlaky v relaci Praha Masarykovo nádraží – Turnov a zpět. Všechny tyto vlaky zajišťují České dráhy. Stanicí denně projíždějí rychlíky linky R21 v relaci Praha hl. n. – Tanvald a zpět a rychlíky linky R22 v relaci Kolín – Rumburk / Šluknov a zpět. Tyto vlaky od GVD 2019/2020 zajišťuje společnost ARRIVA vlaky. Dalšími vlaky, které touto stanicí projíždějí, jsou osobní vlaky linky L4, které denně jezdí trasu Mladá Boleslav hl. n. – Rumburk pod záštitou ČD. Stanicí čas od času projíždí i zvláštní vlaky, v roce 2020 to byl např. Bezdězský rychlík v režii KŽC, jehož nástupcem je Lužický rychlík.[zdroj?]

### Nákladní a jiná doprava

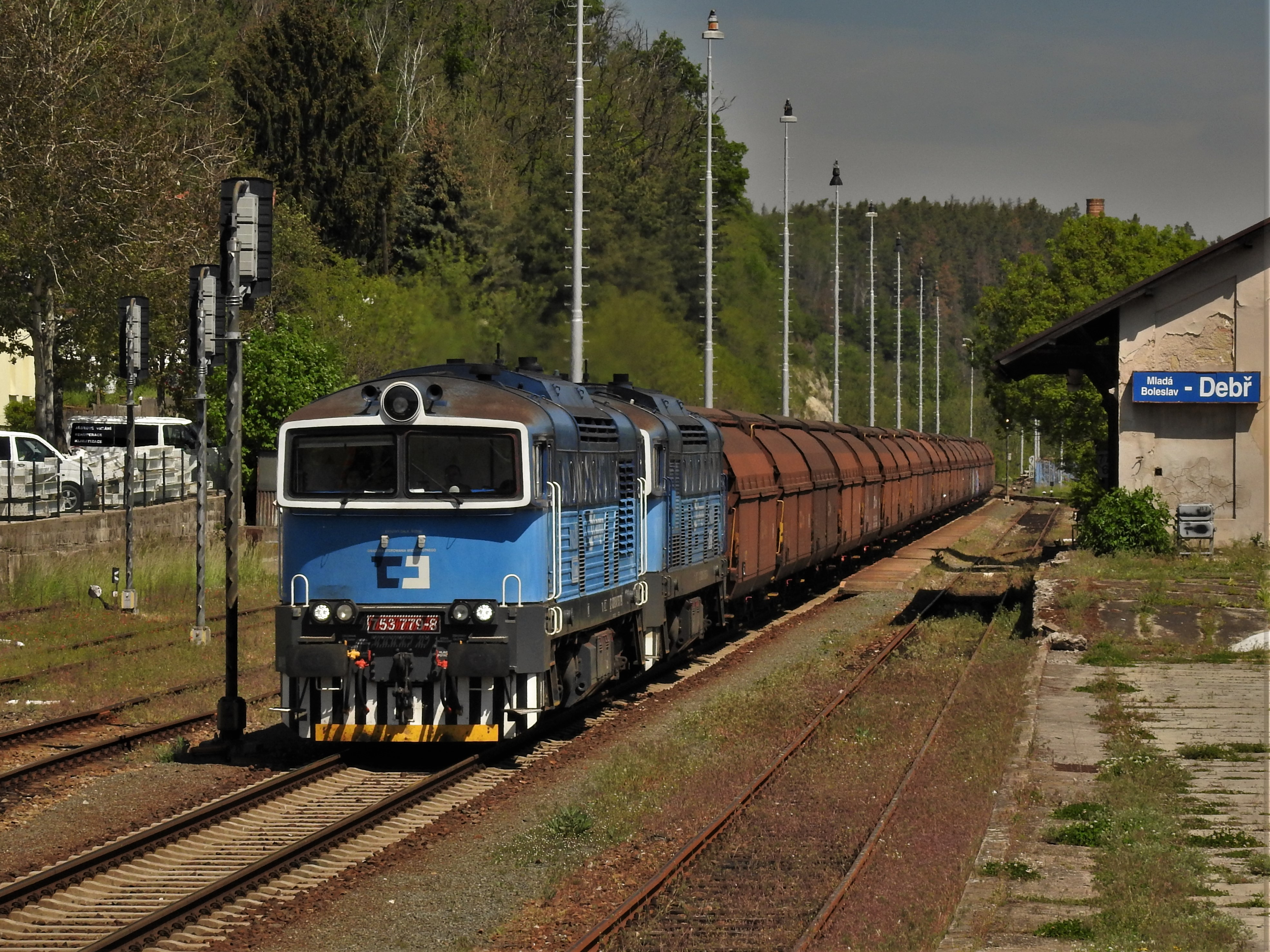
Dvojice „Catrů“ ČD Cargo v čele nákladního vlaku loženým pískem

Přestože jsou ve stanici hned 3 manipulační koleje a dvě skladiště, žádné nákladní vlaky do stanice nejezdí za účelem nakládky, vykládky nebo manipulace. Pravidelné nákladní vlaky v režii ČD Cargo z Nymburka na sever a zpět stanicí pouze projíždí. Pravidelné nákladní vlaky, také pod záštitou společnosti ČD Cargo, ložené sklářským pískem z Jestřebí do Nymburka a dál nejčastěji na Slovensko, zde staví za účelem křižování s pravidelnými vlaky osobní dopravy. Díky umístění depa Správy železnic v areálu stanice se tu často objevují i pracovní vlaky.[zdroj?]

## Budoucnost
Aktuální[kdy?] železniční spojení Prahy a Liberce je oproti silniční dopravě velmi nekonkurenceschopné. Auto na této trase ujede 96 kilometrů za 70 minut. Vlak urazí vzdálenost 140 kilometrů za 155 minut a minimálně s jedním přestupem. Tento problém se řeší už desítky let a pořád není vyřešen. V roce 2020 se ale po několika letech snažení podařilo pokročit: Schválila se stavba Všejanské a Bezděčínské spojky a modernizace trati Nymburk – Mladá Boleslav. To jsou hlavní stavby, díky kterým se zrychlí spojení Mladé Boleslavi a Prahy. Hotovo má být v roce 2028. Aktuálně[kdy?] se začíná řešit studie pro stavbu tratě Mladá Boleslav – Liberec. Tato trať má dva stavebně složité úseky: trať v údolí říčky Mohelky (úsek Sychrov–Rádlo) a úsek v údolí řeky Jizery, ve kterém leží právě i stanice Mladá Boleslav-Debř. Dle předběžných studií by se trať z Mladé Boleslavi města napojila na stávající úsek díky Ptácké spojce, která povede přes Krásnou louku, kde také překlene řeku Jizeru. Dále by měla trať vést ve stávajícím úseku do prostor louky nedaleko stanice, ze které se pravděpodobně stane zastávka a stávající dopravna bude zrušena. Údolí Jizery trať překoná díky několika estakádám a minimálně jednoho tunelu.[zdroj?]